# Režný Újezd
Osada Režný Újezd tvoří jednu z jedenácti místních částí obce Velemín v okrese Litoměřice Ústeckeho kraje. Rozkládá se na severovýchodním úbočí vrchu Boreč (450 m), něco přes 4 km západně od Lovosic a necelé 3 km jihovýchodně od Velemína. V Režném Újezdě je evidováno 15 trvale obydlených domů se 36 obyvateli (2011).

## Název
Název vsi pochází od staršího výrazu pro žito – rež, znamená tedy totéž co Žitný Újezd.

## Historie
Zmínka o tvrzi v Režném Újezdě pochází z roku 1366, kdy zde měl žít jakýsi Mikuláš z Újezda.
Jak vyplývá z veřejně přístupných matrik, ještě během třicetileté války bylo ve vsi převážně české obyvatelstvo, které značně prořídlo během tažení nepřátelských vojsk do Čech. Šlechta povolala nové německy mluvící osídlence v rámci germanizace v 17. století. V této době také patrně vznikl nejstarší stojící obytný dům v Režném Újezdě, bývalý poplužní dvůr (čp. 2) stojící přímo nad návsí s požární nádrží. Rodina, která kdysi žila v tomto domě, byla v dostupných matričních záznamech poprvé zmíněna v roce 1695, ale dům byl patrně postaven již dříve. V tomto období se v matričních záznamech setkáváme s názvy Rezny Aujezd a Reschny aujezd.
V červenci 1945 bylo německé obyvatelstvo odsunuto. Pamětníci uvádějí, že byli obyvatelé vehnáni do místní kapličky.
Do opuštěných domů přišli noví osídlenci z Čech, Slovenska a Volyně. V roce 1949 vzniká v Režném Újezdě jednotné zemědělské družstvo, které zaniklo po roce 1989. Od roku 1990 spadá Režný Újezd pod obec Velemín.

## Obyvatelstvo
|                                                                | 1869 | 1880 | 1890 | 1900 | 1910 | 1921 | 1930 | 1950 | 1961 | 1970 | 1980 | 1991 | 2001 | 2011 |
| -------------------------------------------------------------- | ---- | ---- | ---- | ---- | ---- | ---- | ---- | ---- | ---- | ---- | ---- | ---- | ---- | ---- |
| Obyvatelé                                                      | 106  | 87   | 92   | 87   | 88   | 91   | 85   | 64   | 49   | 38   | 28   | 11   | 13   | 36   |
| Domy                                                           | 25   | 25   | 25   | 22   | 21   | 23   | 22   | 19   | .    | 14   | 10   | 17   | 8    | 15   |
| Počet domů z roku 1961 je zahrnut v domech místní části Boreč. |      |      |      |      |      |      |      |      |      |      |      |      |      |      |

## Doprava
Režným Újezdem vede žlutě značená turistická trasa z Malých Žernosek přes vrch Lovoš na Košťál se zříceninou hradu Košťálova. Dále ve vesnici začíná a končí naučná stezka na vrch Boreč (450 m). Pod kapličkou u autobusové zastávky je nultý z devíti informačních panelů naučné stezky, která částečně kopíruje zelenou turistickou trasu. Naučná stezka měří celkem 2,6 km.

## Pamětihodnosti
- Na křižovatce uprostřed vsi stojí secesní kaplička z roku 1924,[9] která dostala novou fasádu v listopadu 2014.
- Na jihozápadním okraji vsi při cestě na Borečský vrch se dochovaly nepatrné terénní stopy připisované gotické tvrzi,[10] ve které měl žít zmíněný Mikuláš z Újezda. Tvrz měla být kruhového tvaru, obehnána vodním příkopem. Tvrz se měla nacházet v zahradě bývalého poplužního dvora.[4]
- Ve vesnici se nachází Morušová zahrada inspirovaná tradiční anglickou venkovskou zahradou.[11]